# Cañizal (kommunhuvudort)
Cañizal är en kommunhuvudort i Spanien.   Den ligger i provinsen Provincia de Zamora och regionen Kastilien och Leon, i den centrala delen av landet, 160 km nordväst om huvudstaden Madrid. Cañizal ligger 795 meter över havet och antalet invånare är 590.
Terrängen runt Cañizal är platt. Runt Cañizal är det glesbefolkat, med 12 invånare per kvadratkilometer. Närmaste större samhälle är Fuentesaúco, 12,9 km nordväst om Cañizal. Trakten runt Cañizal består till största delen av jordbruksmark.